# Vladimír Růžička (ur. 1963)
Vladimír Růžička (ur. 6 czerwca 1963 w Moście) – czeski hokeista, reprezentant Czechosłowacji i Czech, trzykrotny olimpijczyk. Trener hokejowy.
Jego syn Vladimír Junior (ur. 1989) także został hokeistą.

## Kariera klubowa
- HC Litvínov U20 (1977-1979)
- HC Litvínov (1979-1987)
- HC Dukla Trenczyn (1987-1989)
- HC Litvínov (1989-1990)
- Edmonton Oilers (1990)
- Boston Bruins (1990-1993)
- Ottawa Senators (1993-1994)
- EV Zug (1994)
- Slavia Praga (1994-2000)

## Kariera reprezentacyjna
Uczestniczył turniejach o mistrzostwach świata w 1983, 1985, 1986, 1987, 1989, zimowych igrzysk olimpijskich 1984, 1988, 1998 oraz Canada Cup 1984 i 1987.

## Kariera trenerska
- Slavia Praga (od 2000)
- Czechy (asystent 2003-2004, I trener 2005-2010, 2014-2015)
- Piráti Chomutov (2015-)

Po zakończeniu kariery zawodniczej został szkoleniowcem Slavii Praga. W tym czas równolegle był selekcjonerem kadry Czech. Prowadził Czechów na turniejach Pucharu Świata 2004, Mistrzostw Świata w 2005, 2007, 2008, 2009, 2010 oraz na Zimowych Igrzyskach Olimpijskich 2010. W sierpniu 2013 przedłużył kontrakt ze Slavią o trzy lata. Od 2014 ponownie selekcjoner kadry Czech. Od maja 2015 trener Piráti Chomutov. W marcu 2015 przedłużył umowę na stanowisku trenera kadry Czech, a w czerwcu 2015 ustąpił z tej funkcji w związku ze sprawą dotyczącą nieprawidłowości przy powołaniach zawodników do składu.

## Sukcesy

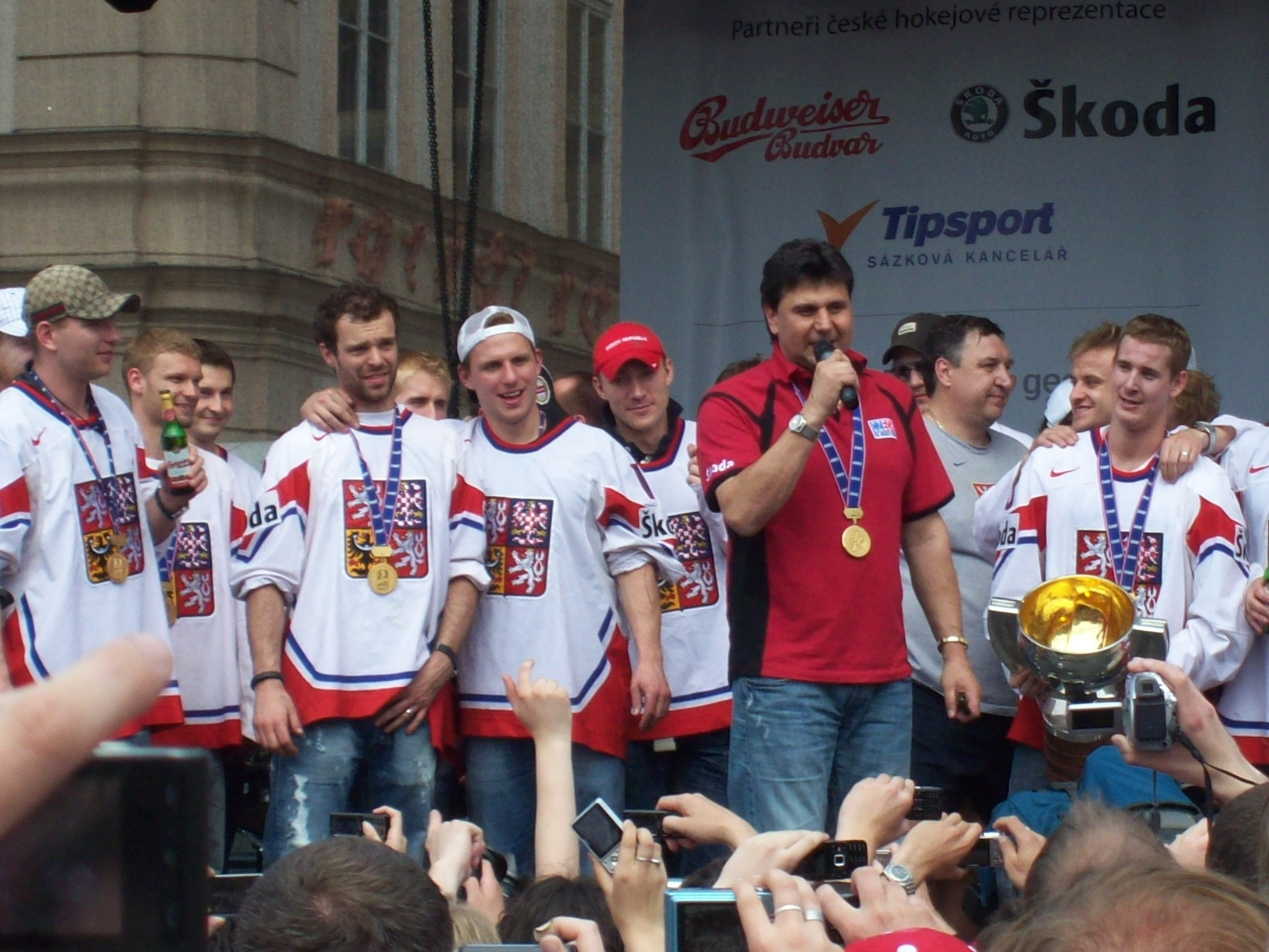
Vladimír Růžička wraz z kadrą Czech po zdobyciu złotego medalu mistrzostw świata w 2010 roku

Zawodnicze reprezentacyjne
- Złoty medal mistrzostw Europy juniorów do lat 18: 1979 z Czechosłowacją
- Srebrny medal zimowych igrzysk olimpijskich: 1984
- Srebrny medal mistrzostwach świata juniorów do lat 20: 1982, 1983
- Srebrny medal mistrzostwach świata: 1983
- Złoty medal mistrzostwach świata: 1985
- Brązowy medal mistrzostwach świata: 1987, 1989
- Złoty medal zimowych igrzysk olimpijskich: 1998

Zawodnicze klubowe
- Srebrny medal mistrzostw Czechosłowacji: 1984 z HC Litvínov, 1989 z Duklą Trenczyn
- Mistrz dywizji NHL: 1991, 1993 z Boston Bruins

Zawodnicze indywidualne
- Mistrzostwa Europy juniorów do lat 18 w hokeju na lodzie 1981:
  - Pierwsze miejsce w klasyfikacji kanadyjskiej turnieju: 16 punktów
  - Skład gwiazd turnieju[8]
- Mistrzostwa świata juniorów do lat 20 w 1982:
  - Pierwsze miejsce w klasyfikacji strzelców turnieju: 8 goli
  - Skład gwiazd turnieju
- Mistrzostwa świata juniorów do lat 20 w 1983:
  - Pierwsze miejsce w klasyfikacji asystentów turnieju: 8 asyst
  - Pierwsze miejsce w klasyfikacji kanadyjskiej turnieju: 20 punktów
  - Skład gwiazd turnieju
- Sezon ligi czechosłowackiej 1983/1984:
  - Pierwsze miejsce w klasyfikacji strzelców: 31 goli
  - Pierwsze miejsce w klasyfikacji kanadyjskiej: 54 punkty
- Sezon ligi czechosłowackiej 1984/1985:
  - Pierwsze miejsce w klasyfikacji strzelców: 38 goli
- Mistrzostwa świata w 1985:
  - Skład gwiazd turnieju
- Sezon ligi czechosłowackiej 1985/1986:
  - Pierwsze miejsce w klasyfikacji strzelców: 41 goli
  - Pierwsze miejsce w klasyfikacji kanadyjskiej: 73 punkty
- Sezon ligi czechosłowackiej 1987/1988:
  - Pierwsze miejsce w klasyfikacji strzelców: 38 goli
  - Skład gwiazd
- Sezon ligi czechosłowackiej 1988/1989:
  - Pierwsze miejsce w klasyfikacji strzelców: 46 goli
  - Pierwsze miejsce w klasyfikacji kanadyjskiej: 84 punkty
  - Skład gwiazd
- Sezon ekstraligi czeskiej 1995/1996:
  - Pierwsze miejsce w klasyfikacji asystentów: 48 asyst
  - Pierwsze miejsce w klasyfikacji kanadyjskiej: 68 punktów

Wyróżnienia zawodnicze
- Złoty Kij: 1986, 1988

Trenerskie klubowe
- Złoty medal mistrzostw Czech: 2003, 2008 ze Slavią
- Srebrny medal mistrzostw Czech: 2004, 2006, 2009 ze Slavią
- Brązowy medal mistrzostw Czech: 2010 ze Slavią

Trenerskie reprezentacyjne
- Złoty medal mistrzostw świata: 2005, 2010

Wyróżnienia trenerskie
- Trener Roku w Czechach: 2009

Wyróżnienia generalne
- Galeria Sławy czeskiego hokeja na lodzie: 2008